# En liten ängel (sång)
En liten ängel är en låt av Thorleifs 1996 skriven av Jan-Erik Knudsen och Per Hermansson. Låten vann Hänts meloditävling 1996. Låten handlar om en far och dotter-relation och vid uppträdandet tog sångaren Thorleif Torstensson hjälp av sin dotter Daniella för att visa tittarna det. Låten är det sjunde spåret i albumet med samma namn från 1997. Låten fanns på Svensktoppen under 15 veckor mellan 7 december 1996 och 30 december 1997 med första plats som bästa placering.

### Fotnoter
1. ↑  Michael Nystås (1 april 1997). ”Thorleifs nya med en doft av 70-talet” (på svenska). Aftonbladet. https://www.aftonbladet.se/noje/kron/d970401.html. Läst 26 januari 2022.
2. ↑  https://www.youtube.com/watch?v=Zmar5E38IWE
3. ↑  https://www.svd.se/det-ar-jatteviktigt-att-engagera-sig
4. ↑  https://smdb.kb.se/catalog/id/001512854
5. ↑  https://www.nostalgilistan.se/thorleifs-232/en-liten-angel-2195